# Trichoceros onaensis
Trichoceros onaensis là một loài thực vật có hoa trong họ Lan. Loài này được Christenson mô tả khoa học đầu tiên năm 2001.